# Милош Вељковић
Милош Вељковић (Базел, 26. септембар 1995) српски је фудбалер, који игра за Црвену звезду.

## Клупска каријера
Као дете српских гастарбајтера из околине Јагодине, фудбал је почео да тренира са свега пет година у млађим категоријама Базела, где се задржао до своје 15. године, када је каријеру наставио у Енглеској.
Потписао је петогодишњи уговор са лондонским Тотенхемом, а трансфер је уследио након што су га скаути „певаца“ гледали на једној утакмици швајцарске репрезентације (узраст до 16 година), што је била и једина његова утакмица за репрезентацију те земље пре него што је одлучио да игра за Србију. Младост и јака конкуренција су довели до тога да је морао да одлази на позајмицу. Играо је у Чемпионшипу, у Мидлзброу и Чарлтону.
У фебруару 2016. године је уследио прелазак у немачки Вердер из Бремена где се након једне сезоне усталио у првом тиму.

## Репрезентација
Вељковић је рођен у Базелу и пре него што се определио да наступа за Србију одиграо један меч за репрезентацију Швајцарске до 16. година. Прошао све млађе селекције репрезентације Србије.
Са репрезентацијом до 19 година је освојио Европско првенство 2013. године у Литванији.
Са репрезентацијом Србије до 20 године постао је првак света 2015. године на првенству на Новом Зеланду.
У новембру 2017. након прекида сарадње ФСС са Славољубом Муслином, добио је позив вршиоца дужности селектора репрезентације Младена Крстајића да се прикључи А тиму Србије пред пријатељске мечеве са Кином (2:0) и Јужном Корејом (1:1) које су Орлови одиграли у Гуангџоу, односно Бусану. Ту је забележио и прве минуте у сениорском тиму Србије. Касније је добио и позив за Светско првенство 2018. у Русији.

## Трофеји
- Србија
  - Европско првенство до 19 година (1) :  2013.
  - Светско првенство до 20. године (1) :  2015.